# Giải vô địch cờ tướng cá nhân Trung Quốc
Giải vô địch cờ tướng cá nhân Trung Quốc là giải đấu cờ tướng được tiến hành hàng năm ở Trung Quốc. Do Trung Quốc là cái nôi của môn cờ tướng, ở các giải vô địch thế giới và vô địch châu Á thì Trung Quốc chỉ được cử 2 kỳ thủ nam và 1 kỳ thủ nữ tham dự, do vậy giải đấu này được Hiệp hội cờ tướng Trung Quốc đánh giá cao hơn cả giải thế giới và châu Á.
Giải đấu bắt đầu từ năm 1956. Thời gian đầu giải diễn ra mỗi năm một lần. Có một số năm do khách quan nên không tổ chức là các năm 1961 và 1963 do Nạn đói lớn ở Trung Quốc, từ năm 1967 đến 1973 vì Cách mạng văn hóa nên cờ tướng bị cấm đoán, năm 1976 Mao Trạch Đông qua đời. Từ năm 1977 đến nay giải được tổ chức đều đặn hàng năm. Ban đầu giải chỉ có nội dung nam, đến năm 1979 mới có thêm nội dung nữ. Riêng hai năm 1980 và 1981 giải nữ được tổ chức hai lần mỗi năm.

## Thể thức
Thể thức giải đấu thay đổi từng năm. 
Năm 2013 nội dung nam chia làm hai nhóm A và B (như hạng nhất và hạng nhì) theo bảng xếp hạng của Hiệp hội cờ tướng Trung Quốc. Các kỳ thủ ở nhóm B đánh 7 vòng hệ Thuỵ Sĩ chọn ra 14 kỳ thủ đứng đầu được vào đánh nhóm A . Nhóm A có sẵn 50 kỳ thủ, cùng 14 kỳ thủ từ nhóm B tạo thành 64 kỳ thủ đánh hệ Thuỵ Sĩ 11 vòng chọn ra nhà vô địch . Ở nội dung nữ các kỳ thủ tham dự đánh hệ Thuỵ Sĩ 11 vòng .
Năm 2015 và 2016 thể thức bảng nam như nhau khi nhóm B đánh 7 vòng hệ Thụy Sĩ, chọn ra 32 kỳ thủ, cùng 32 kỳ thủ nhóm A đánh loại trực tiếp 6 vòng chọn ra nhà vô địch. Mỗi vòng gồm 2 ván cờ tiêu chuẩn, nếu hòa sẽ đánh cờ nhanh, cờ chớp đổi bên luân phiên đến khi nào xác định người thắng.

## Danh sách các nhà vô địch
| Năm tổ chức | TT | Vô địch nam                | TT | Vô địch nữ        |
| ----------- | -- | -------------------------- | -- | ----------------- |
| 1956        | 1  | Dương Quan Lân             |    |                   |
| 1957        | 2  | Dương Quan Lân             |    |                   |
| 1958        | 3  | Lý Nghĩa Đình              |    |                   |
| 1959        | 4  | Dương Quan Lân             |    |                   |
| 1960        | 5  | Hồ Vinh Hoa                |    |                   |
| 1962        | 6  | Hồ Vinh Hoa Dương Quan Lân |    |                   |
| 1964        | 7  | Hồ Vinh Hoa                |    |                   |
| 1965        | 8  | Hồ Vinh Hoa                |    |                   |
| 1966        | 9  | Hồ Vinh Hoa                |    |                   |
| 1974        | 10 | Hồ Vinh Hoa                |    |                   |
| 1975        | 11 | Hồ Vinh Hoa                |    |                   |
| 1977        | 12 | Hồ Vinh Hoa                |    |                   |
| 1978        | 13 | Hồ Vinh Hoa                |    |                   |
| 1979        | 14 | Hồ Vinh Hoa                | 1  | Hoàng Tử Quân     |
| 1980        | 15 | Liễu Đại Hoa               | 2  | Tạ Tư Minh        |
| 1980        | 15 | Liễu Đại Hoa               | 3  | Đan Hà Lệ         |
| 1981        | 16 | Liễu Đại Hoa               | 4  | Lâm Dã            |
| 1981        | 16 | Liễu Đại Hoa               | 5  | Tạ Tư Minh        |
| 1982        | 17 | Lý Lai Quần                | 6  | Tạ Tư Minh        |
| 1983        | 18 | Hồ Vinh Hoa                | 7  | Tạ Tư Minh        |
| 1984        | 19 | Lý Lai Quần                | 8  | Đan Hà Lệ         |
| 1985        | 20 | Hồ Vinh Hoa                | 9  | Cao Hoa           |
| 1986        | 21 | Lữ Khâm                    | 10 | Hồ Minh           |
| 1987        | 22 | Lý Lai Quần                | 11 | Tạ Tư Minh        |
| 1988        | 23 | Lữ Khâm                    | 12 | Hoàng Ngọc Oánh   |
| 1989        | 24 | Từ Thiên Hồng              | 13 | Hoàng Vi          |
| 1990        | 25 | Triệu Quốc Vinh            | 14 | Hồ Minh           |
| 1991        | 26 | Lý Lai Quần                | 15 | Hồ Minh           |
| 1992        | 27 | Triệu Quốc Vinh            | 16 | Hồ Minh           |
| 1993        | 28 | Hứa Ngân Xuyên             | 17 | Hồ Minh           |
| 1994        | 29 | Đào Hán Minh               | 18 | Hồ Minh           |
| 1995        | 30 | Triệu Quốc Vinh            | 19 | Ngũ Hà            |
| 1996        | 31 | Hứa Ngân Xuyên             | 20 | Cao Ý Bình        |
| 1997        | 32 | Hồ Vinh Hoa                | 21 | Vương Lâm Na      |
| 1998        | 33 | Hứa Ngân Xuyên             | 22 | Kim Hải Anh       |
| 1999        | 34 | Lữ Khâm                    | 23 | Hoàng Vi          |
| 2000        | 35 | Hồ Vinh Hoa                | 24 | Vương Lâm Na      |
| 2001        | 36 | Hứa Ngân Xuyên             | 25 | Trương Quốc Phụng |
| 2002        | 37 | Vu Ấu Hoa                  | 26 | Quách Lợi Bình    |
| 2003        | 38 | Lữ Khâm                    | 27 | Đảng Quốc Lôi     |
| 2004        | 39 | Lữ Khâm                    | 28 | Quách Lợi Bình    |
| 2005        | 40 | Hồng Trí                   | 29 | Triệu Quán Phương |
| 2006        | 41 | Hứa Ngân Xuyên             | 30 | Ngũ Hà            |
| 2007        | 42 | Triệu Hâm Hâm              | 31 | Đường Đan         |
| 2008        | 43 | Triệu Quốc Vinh            | 32 | Vưu Dĩnh Khâm     |
| 2009        | 44 | Hứa Ngân Xuyên             | 33 | Vương Lâm Na      |
| 2010        | 45 | Tưởng Xuyên                | 34 | Đường Đan         |
| 2011        | 46 | Tôn Dũng Chinh             | 35 | Đường Đan         |
| 2012        | 47 | Vương Thiên Nhất           | 36 | Đường Đan         |
| 2013        | 48 | Tạ Tĩnh                    | 37 | Đường Đan         |
| 2014        | 49 | Trịnh Duy Đồng             | 38 | Vương Lâm Na      |
| 2015        | 50 | Trịnh Duy Đồng             | 39 | Trần Hạnh Lâm     |
| 2016        | 51 | Vương Thiên Nhất           | 40 | Đường Đan         |
| 2017        | 52 | Từ Siêu                    | 41 | Trần Lệ Thuần     |
| 2018        | 53 | Uông Dương                 | 42 | Đường Đan         |
| 2019        | 54 | Vương Thiên Nhất           | 43 | Đường Đan         |
| 2021        | 55 | Vương Khuếch               | 44 | Đường Đan         |
| 2023        | 56 | Vương Thiên Nhất           | 45 | Lưu Hoan          |